# Académico Futebol Clube
L'Académico Futebol Clube OIH è una società polisportiva portoghese con sede nella città di Oporto, fondata il 15 settembre 1911. La sede del club è situata nella freguesia di Bonfim, al confine con quella di Paranhos, nella Rua Costa Cabral. L'origine della società che oggi si denomina Académico Futebol Clube (A.F.C.) rimonta all'inizio del XX secolo, con la formazione di un gruppo di studenti, prevalentemente provenienti dal liceo Alexandre Herculano.

## Storia
Secundino Branco Júnio fu il primo presidente dell'istituzione, destinata alla pratica sportiva, che inizialmente non aveva una sede fissa. Nel 1923 i suoi consulenti, spinti da notevoli capacità e spirito imprenditoriali, iniziarono la costruzione dello Stadio do Lima. Il campo da calcio - che diventerà nel 1937 il primo rilevato a livello nazionale - era attorniato da due piste: una di atletica in terra battuta e una di ciclismo in cemento. Nel 1927 si ampliarono le installazioni nei terreni insieme allo stadio e alla sede sociale: campi da tennis, giardini di ricreazione, campeggi e palestre completavano così l'imponente opera. Il primo socio fu José Carlos Gouveia, nato nel 1916 e membro fino al 1930.
L'Académico mantiene in attività centinaia di praticanti di diverse discipline, in particolare calcio, atletica, ciclismo, rugby, tennis, pallacanestro, hockey su prato, tennis da tavolo, biliardo e ginnastica.
Il 5 ottobre 1930 la polisportiva fu insignita del grado di Cavaliere dell'Ordine militare di Cristo. Il 15 novembre 1986 fu decorata come membro onorario dell'Ordine dell'infante Dom Henrique.
Tra i numerosi membri dell'associazione, sono da ricordare Manuel Fonseca e Castro, primo calciatore internazionale a giocare per una squadra di Oporto, l'atleta José Prata de Lima, primo della città a partecipare ad un'Olimpiade (i Giochi del 1928) e Ribeiro da Silva, due volte vincitore del Giro del Portogallo, nel 1955 e nel 1957.
La selezione calcistica è una delle otto società a partecipare al primo campionato portoghese di calcio, nella stagione 1934-1935. Dal 1937 al 1939 è allenata dall'ungherese János Biri, mentre nel 1939-1940 vede la militanza del portiere brasiliano Jaguaré. Dal 1940 al '42 gioca per l'Académico anche Júlio Correia da Silva, futuro bi-capocannoniere col Benfica. L'Académico è presente nella prima divisione fino alla stagione 1940-1941. In seguito il club calcistico si manterrà attivo soltanto nelle categorie amatoriali.